# 굉장해 FEVER!/Wake-up Call ~일어날 때~/Neverending Shine
《굉장해 FEVER!/Wake-up Call ~일어날 때~/Neverending Shine》(すっごいFEVER!/Wake-up Call～目覚めるとき～/Neverending Shine 스고이페버!/웨이크-업콜메자메루토키/네버엔딩샤인[*])는 2023년 10월 25일 발매된 모닝구무스메'23의 일흔세 번째 싱글이다.

## 개요
- 17기 멤버 (이노우에 하루카, 유미게타 아코) 첫 참가 싱글
- 11월 29일에 모닝구무스메를 졸업한 후쿠무라 미즈키의 마지막 참가 싱글
- 초회한정반 A, B, C, SP, 통상반 A, B, C의 7 형태로 발매.
- 초회한정반 A, B, C, SP에는 Blu-ray Disc가 같이 수록되고 있다.
- 모든 초회한정반에는 이벤트 추첨 일련 번호 카드가 봉입되고 있다.

## 수록곡

### CD
1. すっごいFEVER!
작사, 작곡 : 층쿠 / 편곡 : 히라타 쇼이치로
2. Wake-up Call～目覚めるとき～
작사 : 호시베 쇼 / 작곡 : 오쿠보 카오루, 호시베 쇼 / 편곡 : 오쿠보 카오루
3. Neverending Shine(モーニング娘。'23 feat. 譜久村聖)
작사, 작곡 : 층쿠 / 편곡 : 카미야 레이
4. すっごいFEVER! (Instrumental)
5. Wake-up Call～目覚めるとき～ (Instrumental)
6. Neverending Shine (Instrumental)

### Blu-ray Disc
초회한정반 A
1. すっごいFEVER! (Music Video)
2. すっごいFEVER! (Dance Shot ver.)
3. すっごいFEVER! (메이킹 영상)

초회한정반 B
1. Wake-up Call～目覚めるとき～ (Music Video)
2. Wake-up Call～目覚めるとき～ (Dance Shot ver.)
3. Wake-up Call～目覚めるとき～ (메이킹 영상)

초회한정반 C
1. Neverending Shine (Music Video)
2. Neverending Shine (Dance Shot ver.)
3. Neverending Shine (메이킹 영상)

초회한정반 SP
1. 『rockin'on presents JAPAN JAM 2023』(2023년 4월 30일, 지바현 소가 스포츠공원) 모닝구무스메'23 라이브 & 백스테이지 영상

## 차트
- 일간최고순위 2위 (오리콘 차트)
- 주간최고순위 2위 (오리콘 차트)